# Kluet

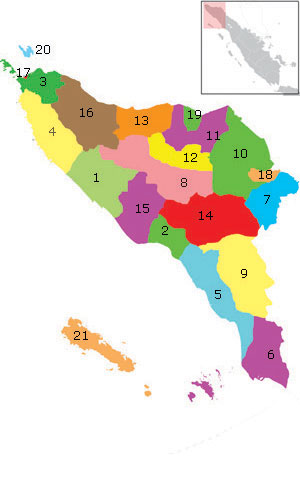
Carte de la province d'Aceh. Le kabupaten d'Aceh du Sud est marqué "5".

Les Kluet sont une population du nord de l'île de Sumatra en Indonésie. Au nombre de 5 000 (1989), ils habitent dans la partie amont de la rivière qui porte leur nom, au sud de Tapaktuan, le chef-lieu du kabupaten d'Aceh du Sud ("Aceh du Sud") dans la province d'Aceh. La région qu'ils habitent forme une poche dans les montagnes qui s'étendent depuis la côte. La rivière coule selon une direction nord-ouest-sud-est, pour faire un coude vers le sud-ouest et se jeter dans l'océan Indien.
Les Kluet sont musulmans mais comme ailleurs en Indonésie, la religion traditionnelle est encore très présente. 

## Langue
La langue des Kluet, le batak alas-kluet, est la même que celle des Alas. Elle appartient au groupe des langues batak des langues sumatriennes dans la branche malayo-polynésienne des langues austronésiennes.
Toutefois, les Kluet refusent de se considérer comme Batak.
(en) Fiche langue [btz] dans la base de données linguistique Ethnologue.

## Économie
Les Alas pratiquent la riziculture inondée mais également la culture sur brûlis en complément.